# Dendropanax umbellatus
Dendropanax umbellatus är en araliaväxtart som först beskrevs av Ruiz och José Antonio Pavón, och fick sitt nu gällande namn av James Francis Macbride. Dendropanax umbellatus ingår i släktet Dendropanax och familjen Araliaceae. Inga underarter finns listade.